# Добровольський Сергій Валерійович (капітан)
Сергі́й Вале́рійович Доброво́льський — капітан Збройних сил України.

## З життєпису
Капітан 25-ї окремої бригади НГУ. 24 серпня 2017-го з бойовими побратимами повертався до пункту постійної дислокації батальйону, під час руху автобуса на вулиці Грушевського пролунав вибух. Після вибуху жінка та чоловік впали, Сергій Добровольський з лейтенантом В. Ніконовим надав першу медичну допомогу жінці, за його наказом були виставлені 7 військовиків для оточення місця події та недопущення сторонніх осіб, викликано карету швидкої медичної допомоги й наряд патрульної поліції.

## Нагороди
- 24 серпня 2017 року, — за самовідданість та високий професіоналізм, виявлені під час рятування життя людей — нагороджений медаллю «За врятоване життя»[1]